# ティトゥス・ペドゥカエウス
ティトゥス・ペドゥカエウス（ラテン語: Titus Peducaeus、生没年不明）は紀元前1世紀中期の共和政ローマの政治家・軍人。紀元前35年に補充執政官（コンスル）を務めた。

## 出自
プレブス（平民）であるペドゥカエウス氏族の出身。ペドゥカエウス氏族が歴史に登場するのは紀元前2世紀後半であり、紀元前113年にはセクストゥス・ペドゥカエウスが護民官となっており、別のセクストゥスが紀元前77年に法務官に就任している。しかし、本記事のペドゥカエウス以前に執政官に就任したものはいない。

## 経歴
氏族は既に元老院階級には属していたものの、ペドゥカエウスの経歴はよく分かっていない。古代の資料にも混乱があり、ペドゥカエウスに関連する出来事が、同じ氏族の別の人物に割り当てられている可能性もある。ペドゥカエウスは紀元前48年にカエサル派として、サルディニア・コルシカ属州の総督を務めた可能性がある。これはアッピアノスの記載に基づくが、アッピアノスはこの人物のプラエノーメン（第一名、個人名）をセクストゥスとしている。しかしこれはティトゥスの間違いの可能性がある。
紀元前40年、ヒスパニア属州総督ルキウス・アントニウスの下でレガトゥス（副官）を務めたと思われる。紀元前35年にはルキウス・コルニフィキウスに代わって、補充執政官に就任した。それ以外のことは不明である。

## 参考資料

### 古代の資料
- アッピアノス『ローマ史』

### 研究書
- Broughton, T. Robert S., The Magistrates of the Roman Republic, Vol I, II (1952)
- Shackleton-Bailey, D. R., Cicero: Letters to Atticus: Volume 4, Books 7.10-10 (2004)